# Benigno Antognini
Benigno Antognini (* 17. November 1837 in Magadino; † 9. Dezember 1902 in Bellinzona, heimatberechtigt von Vairano) war ein Schweizer Rechtsanwalt, Notar, Richter am Appellationsgericht, Politiker, Tessiner Grossrat und Staatsrat.

## Biografie
Benigno Antognini war Sohn des Kaufmanns Giuseppe Antonio und seiner Frau Caterina geborene Caglioni. Er heiratete Adele Mariotti. Nach dem Besuch der Sekundarschulen in Ascona und Lugano studierte er Rechtswissenschaften an den Universitäten Siena und Rom, wo er promovierte. Dann kehrte er nach Bellinzona zurück und wurde dort als Rechtsanwalt und Notar tätig. Als Politiker war er ein Vertreter der Konservativen Partei. Von 1861 bis 1867 war er Mitarbeiter der Gazetta del Popolo und der Costituzione. 
Er war Abgeordneter des Grossrates von 1867 bis 1871 und von 1877 bis 1881 (Präsident 1877), als Staatsrat von 1878 bis 1884 leitete er das Departement für öffentliche Bauten und das die Aufsicht über die Verwaltung ausübende Departement für Finanz- und Materialkontrolle (dipartimento del controllo). In einer späteren Tätigkeit war er Richter am Appellationsgericht von 1884 bis 1892. Überdies war er im Jahr 1891 Mitglied des ersten tessinischen Verfassungsrates und von 1892 bis 1902 Leiter des Betreibungs- und Konkursamtes in Bellinzona und Riviera.